# Melicerte
Melicerte (in greco antico: Μελικέρτης?, Melikèrtēs) è un personaggio della mitologia greca . Fu un principe della Beozia.

## Genealogia
Figlio di Atamante, re di Beozia, e di Ino. Fu fratello di Learco.

## Mitologia
Melicerte fu dapprima gettato in un calderone bollente da sua madre Ino che, vittima della vendetta di Era intendeva punirla assieme al marito Atamante per aver accolto e allevato Dioniso. Ino però, rinsavita, raccolse il cadavere del figlio e si gettò con lui in mare (secondo il mito, dalla roccia molare di Megara).
Afrodite provò pietà per Melicerte (suo pronipote) e così pregò Poseidone di salvarli. Il dio del mare tolse a loro le scorie mortali e li cambiò nel nome ed aspetto tramutandoli in divinità marine: così Ino divenne Leucotea e Melicerte divenne Palemone.

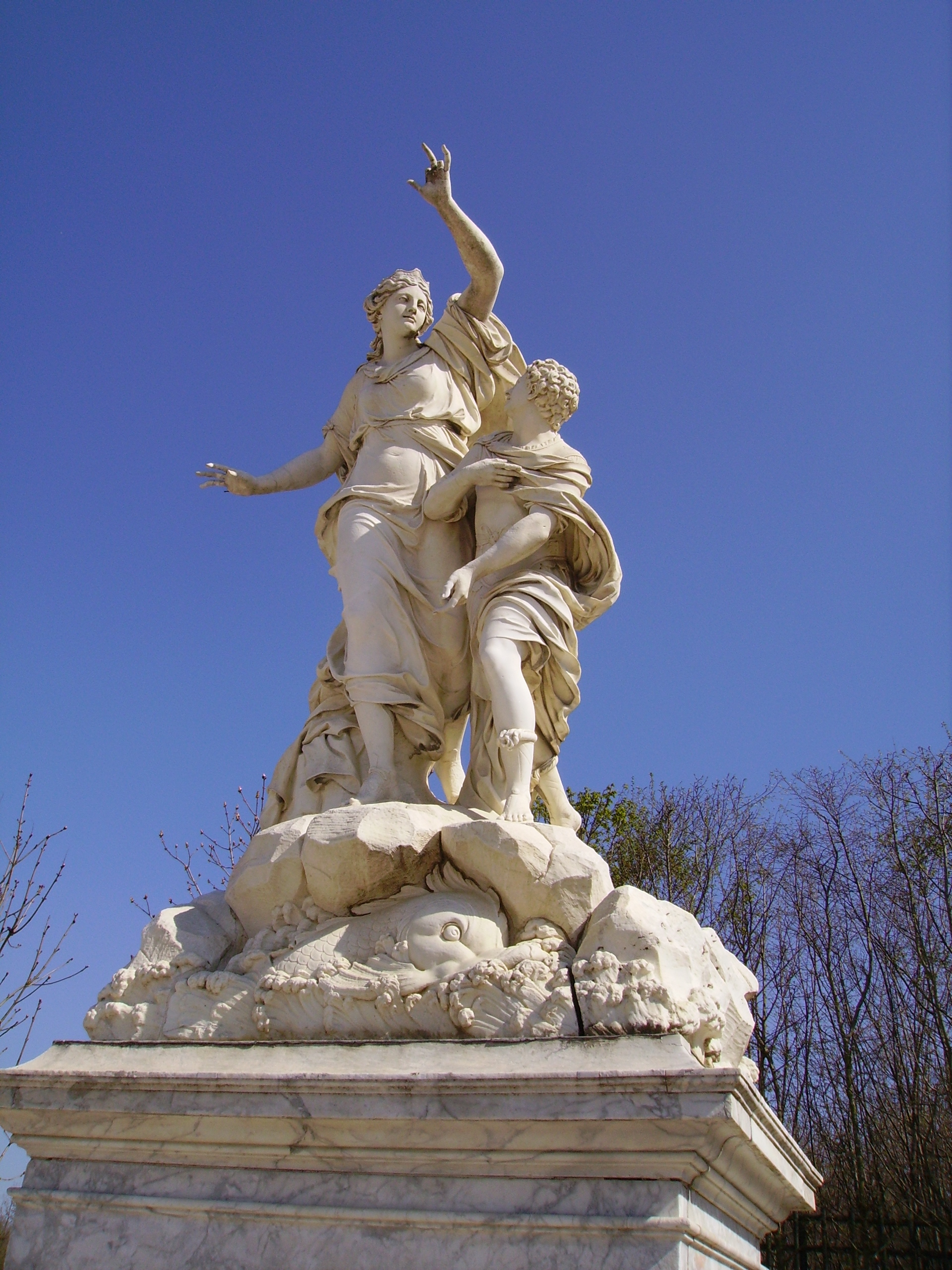
Melicerte insieme a sua madre Leucothea, in un gruppo statuario di Pierre Granier, a Versailles.

Secondo altre fonti il corpo esanime di Melicerte fu portato da un delfino fino all'istmo di Corinto e depositato sotto un pino. Qui fu trovato da suo zio Sisifo ed in seguito per ordine delle Nereidi istituì i Giochi istmici e dei sacrifici in suo onore.